# 손희정 (평론가)
손희정(1977년 ~ )은 대한민국의 문화평론가이다.
손희정은 한국의 영화평론가이자 문화연구자, 페미니스트 연구자다. 한국 대중문화를 페미니즘의 시각에서 분석하는 비평 활동을 활발히 해오고 있으며, 영화뿐만 아니라  다양한 대중문화 콘텐츠를 연구해왔다.

### 1. 학력 및 연구 분야
손희정은 문화연구를 기반으로 한국 사회의 젠더와 여성 재현 문제를 탐구해왔다. 특히, 영화와 대중문화에서의 여성 서사, 페미니즘의 역사와 변화, 미디어에서의 젠더 감수성 등을 주요 연구 주제로 삼고 있다.

### 2. 주요 활동 및 비평 방향
손희정의 비평은 단순한 작품 분석을 넘어, 대중문화가 사회와 맺는 관계를 조명하는 방식으로 이루어진다. 그는 페미니즘의 관점에서 한국 영화와 드라마, 대중문화 콘텐츠가 여성과 소수자를 어떻게 재현하는지 분석하고, 그 속에서 발견되는 젠더 권력 구조를 해체하는 작업을 지속해왔다.
그의 비평은 특히 2015년 이후 한국 사회에서 급부상한 ‘페미니즘 리부트’ 흐름과 맞물려, 여성 감독과 여성 서사 중심의 영화들이 어떻게 수용되고 변화해왔는지에 대한 깊이 있는 분석을 포함한다.

### 3. 주요 연구 및 관심 분야
- 한국 영화 및 대중문화 속 여성 재현
- 페미니즘 리부트와 미디어 변화
- 장르영화에서의 젠더 감수성
- 대중서사와 현실정치의 관계

### 4. 대중문화 비평가로서의 영향력
손희정은 영화평론뿐만 아니라 강연, 칼럼, 방송 출연 등 다양한 방식으로 대중과 소통하고 있다. 그는 단순히 작품을 분석하는 것을 넘어, 대중문화가 페미니즘과 만날 때 일어나는 변화와 저항의 가능성을 탐색하는 데 주력한다. 그의 비평은 대중문화를 ‘불편하게’ 보게 하지만, 동시에 더 나은 변화를 위한 논의의 장을 열어가는 역할을 한다.
손희정은 한국 사회에서 대중문화와 페미니즘이 교차하는 지점에서 가장 활발한 논의를 이끌어가는 연구자이자 비평가 중 한 명으로 평가받는다.

## 작품

### 저서
- 손희정, 《손상된 행성에서 더 나은 파국을 상상하기》, 메멘토, 2024.
- 손희정, 《당신이 그린 우주를 보았다》, 마음산책, 2021.
- 손희정, 《다시, 쓰는, 세계》, 오월의봄, 2020.
- 손희정, 《페미니즘 리부트》, 나무연필, 2017. ISBN : 9791187890027
- 손희정, 《성평등》, 풀빛, 2018. ISBN : 9791161720944

### 공저
- 허윤 외, 《디지털 시대의 페미니즘》, 한겨레, 2024.
- 문소리 외, 《세자매》, 마음산책, 2021.
- 김형석 외, 《21세기 한국영화》, 엘피, 2020.
- 김은실 엮음, 《코로나시대의 페미니즘》, 휴머니스트, 2020.
- 오혜진 엮음, 《원본 없는 판타지》, 후마니타스, 2020.
- 이나영 엮음, 《누가 여성을 죽이는가?》, 돌베개, 2019.
- 손희정 외, 《을들의 당나귀 귀》, 후마니타스, 2019. ISBN : 9788964373224
- 정희진 외, 《지금 여기의 페미니즘x민주주의》, 고우서가, 2018. ISBN : 9788954651264
- 손희정 외, 《소녀들》, 도서출판 여이연, 2018. ISBN : 9788991729339
- 허윤 손희정 외, 《그런 남자는 없다》, 오월의 봄, 2018. ISBN : 9791187373247
- 권김현영 외, 《대한민국 넷페미사》, 나무연필, 2017. ISBN : 9791187890003
- 윤보라 외, 《그럼에도 페미니즘》, 은행나무, 2017. ISBN : 9788956605906
- 권김현영 외, 《페미니스트 모먼트》, 그린비, 2017. ISBN : 9788976827999
- 여성문화이론연구소 정신분석 세미나팀, 《다락방에서 타자를 만나다》, 도서출판 여이연, 2005. ISBN : 9788991729025

### 번역
- 수전 팔루디, 《스티르프》, 아르떼, 2024.
- 수전 팔루디, 《다크룸》, 아르떼, 2020.
- 바바라 크리드, 《여성괴물》, 도서출판 여이연, 2017. ISBN : 9788991729315
- 폴 웰스, 《호러영화》, 컴북스, 2011. ISBN : 9788964061428
- 제프 프라이스, 《사춘기 소년》, 걷다, 2011. ISBN : 9788996466932

### 해제
- 수전 팔루디, 《백래시》, 아르떼, 2018.